# Köln XI
Die Fußballmannschaft Köln XI war eine Auswahl Kölner Fußballspieler, die an zwei Turnieren des Messepokals teilnahm.
Teilnehmen sollte jeweils die beste Fußballmannschaft einer Messestadt. Da aber die Regeln nur ein einziges Team aus jeder Stadt zuließen, wurde aus den Vereinen 1. FC Köln und SC Viktoria Köln beschlossen, ein gemeinsames Team nur für dieses Turnier zu bilden.

## Bilanz im Messepokal
| Saison  | Runde    | Gegner          | Gesamt | Hinspiel   | Rückspiel |
| ------- | -------- | --------------- | ------ | ---------- | --------- |
| 1958–60 | 1. Runde | Birmingham City | 2:4    | 2:2 (H)    | 0:2 (A)   |
| 1960/61 | 1. Runde | Olympique Lyon  | 4:3    | 3:1 (A)    | 1:2 (H)   |
| 1960/61 | 2. Runde | AS Rom          | 2:2    | 0:2 (H)    | 2:0 (A)   |
| 1960/61 | 2. Runde | AS Rom          | 2:2    | 1:4 in Rom |           |